# Copiapoa humilis
Copiapoa humilis, conocido comúnmente como humildito, es una especie de planta suculenta perteneciente al género Copiapoa, dentro de la familia Cactaceae. Es endémica del norte de Chile (concretamente de Antofagasta).

## Descripción

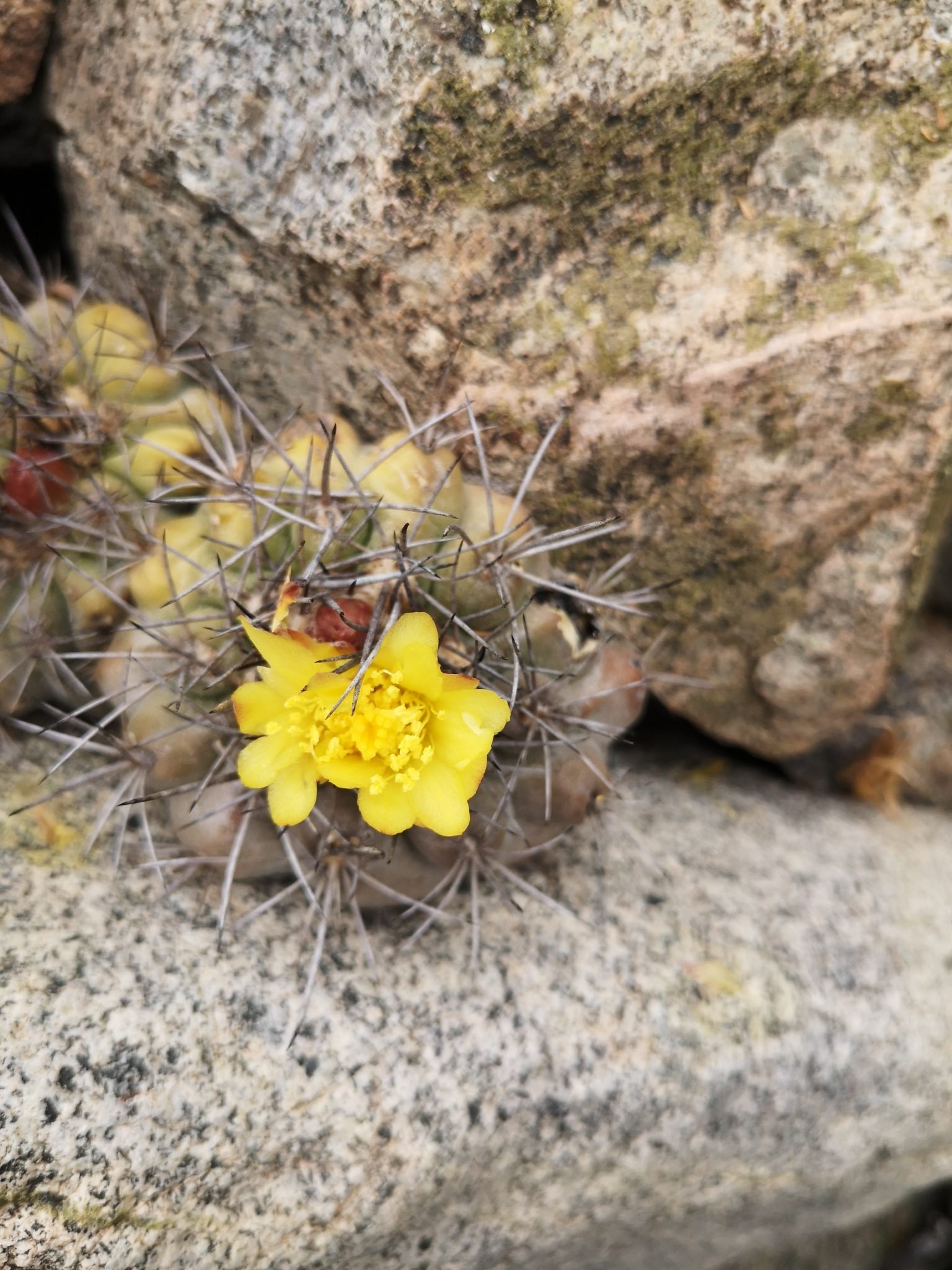
Planta en flor

Copiapoa humilis es una especie de cactus pequeño que aunque puede crecer individualmente, normalmente crece en grupos, formando cojines o montículos. Los tallos suelen ser ramificados desde la base, tienen consistencia blanda y son de color verde oliva pálido a verde oscuro tostado (aunque los tallos juveniles son de color rojo púrpura tirando a casi negro). Tienen el ápice hundido cubierto con lana blanca, su forma es subglobular deprimida y miden de 2 a 6 cm de alto y de 2,5 a 9 cm de diámetro. Sus raíces son pivotantes, grandes y están conectadas al tallo por una constricción en forma de cuello largo y delgado.

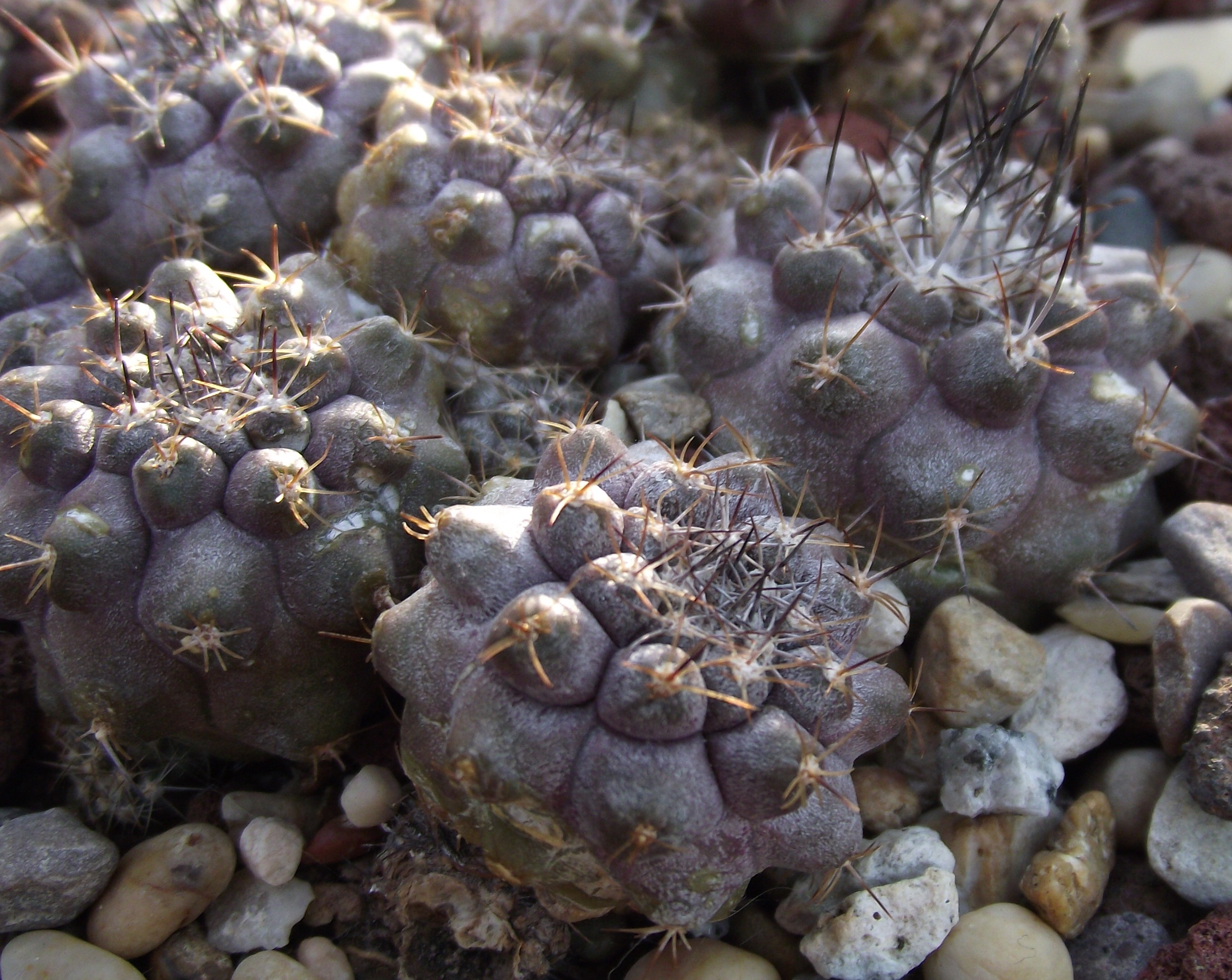
Juveniles de color púrpura

Presentan de 8 a 14 costillas dispuestas ligeramente en espiral y divididas en tubérculos. Sobre ellas se asientan areolas bien separadas unas de otras y aunque inicialmente están cubiertas de lana blanquecina, con la edad se vuelven desnudas. Tienen espinas de color blanco grisáceo a amarillento, que con la edad se vuelven de color negro. Se distinguen de 1 a 4 espinas centrales bastante delgadas, miden de 1 a 3,5 cm de largo y su forma puede ser erecta, recta o curvada. También tienen alrededor de 7 a 13 espinas radiales delgadas aciculares, miden de 0,2 a 2,5 cm de largo y están algo dobladas.

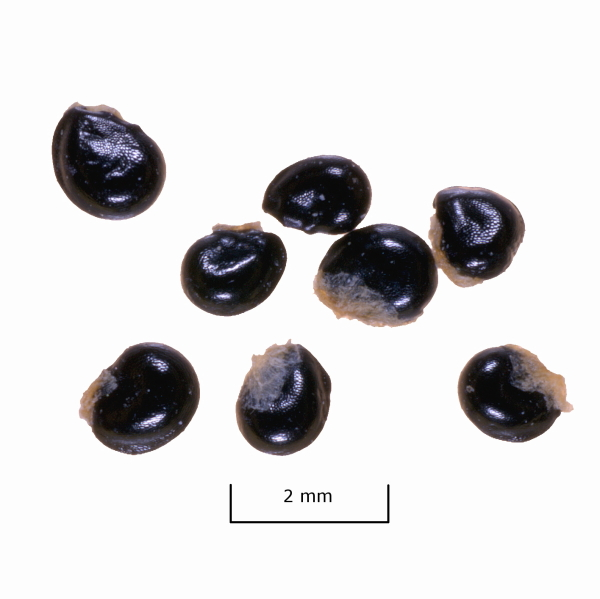
Semillas

Las flores nacen en el ápice de los tallos y miden de 2 a 4 cm de largo. Son de color amarillo azufre y están fuertemente perfumadas. Los frutos son redondos y de color rojo brillante a marrón. Miden hasta 0,8 cm de largo y contienen en su interior semillas de color negro.

## Distribución y hábitat
El área de distribución nativa de esta especie es el norte de Chile (concretamente en Antofagasta) y crece principalmente en biomas desérticos o de matorrales secos, en sustratos arenosos.
Se desarrollan en sectores costeros y montañosos, entre los 0 y 1300 metros de altitud. Normalmente crecen protegidos entre rocas o a ras de suelo y se suelen asociar a otras especies de Cactáceas y arbustos del matorral desértico.

## Taxonomía
La primera descripción de esta especie fue como Echinocactus humilis, publicada en 1860 por el botánico chileno de ascendencia alemana Rodulfo Amando Philippi en el libro Florula Atacamensis seu Enumeriatio: 23.
Posteriormente, el botánico Paul Clifford Hutchison colocó la especie en el género Copiapoa, pasando a llamarse Copiapoa humilis y anotando estos cambios en la revista científica Cactus and Succulent Journal 25: 34 en el año 1953.
Etimología
- Copiapoa: nombre genérico que hace referencia a la ciudad chilena de Copiapó, ubicada en el desierto de Atacama, lugar donde se encuentran la mayoría de las especies de este género.
- humilis: epíteto específico latino que significa "bajo" o "pequeña", haciendo referencia al pequeño tamaño de las plantas de la especie.[7]

### Subespecies
Actualmente se distinguen cinco subespecies:
| Imagen | Subespecie                                                         | Descripción                                                                                      | Distribución                         |
| ------ | ------------------------------------------------------------------ | ------------------------------------------------------------------------------------------------ | ------------------------------------ |
|        | Copiapoa humilis subsp. humilis                                    | Tiene flores grandes de color amarillo brillante, de hasta 5 cm de diámetro.                     | Norte de Chile (Antofagasta)         |
|        | Copiapoa humilis subsp. matancillensis I.Schaub & Keim             | Tiene flores amarillas más pequeñas.                                                             | Norte de Chile (desierto de Atacama) |
|        | Copiapoa humilis subsp. tenuissima (F.Ritter ex D.R.Hunt) D.R.Hunt | Tiene flores amarillas con tinte rojizo en el exterior. Miden hasta 2,5 cm de diámetro.          | Norte de Chile (Antofagasta)         |
|        | Copiapoa humilis subsp. tocopillana (F.Ritter) D.R.Hunt            | Tiene flores amarillas con rayas centrales oscuras en el exterior de los segmentos del perianto. | Norte de Chile (Antofagasta)         |
|        | Copiapoa humilis subsp. variispinata (F.Ritter) D.R.Hunt           | Tiene flores amarillas con una franja central rojiza de 3 cm de diámetro.                        | Norte de Chile (Antofagasta)         |

Sinonimia
- Sinónimos de Copiapoa humilis subsp. humilis:
  - Copiapoa chaniaralensis F.Ritter (1980)
  - Copiapoa humilis var. paposoensis A.E.Hoffm. (1989)
  - Copiapoa paposoensis F.Ritter (1980)

- Sinónimos de Copiapoa humilis subsp. matancillensis: (no tiene)
- Sinónimos de Copiapoa humilis subsp. tenuissima:
  - Copiapoa humilis var. tenuissima (F.Ritter) G.J.Charles (1998)
  - Copiapoa hypogaea subsp. tenuissima F.Ritter ex D.R.Hunt (2002).
  - Copiapoa tenuissima F.Ritter (1963)

- Sinónimos de Copiapoa humilis subsp. tocopillana:
  - Copiapoa humilis var. tocopillana (F.Ritter) G.J.Charles (1998)
  - Copiapoa tocopillana F.Ritter (1980)

- Sinónimos de Copiapoa humilis subsp. variispinata:
  - Copiapoa humilis var. variispinata (F.Ritter) G.Charles (1998)
  - Copiapoa variispinata F.Ritter (1980)

## Estado de conservación

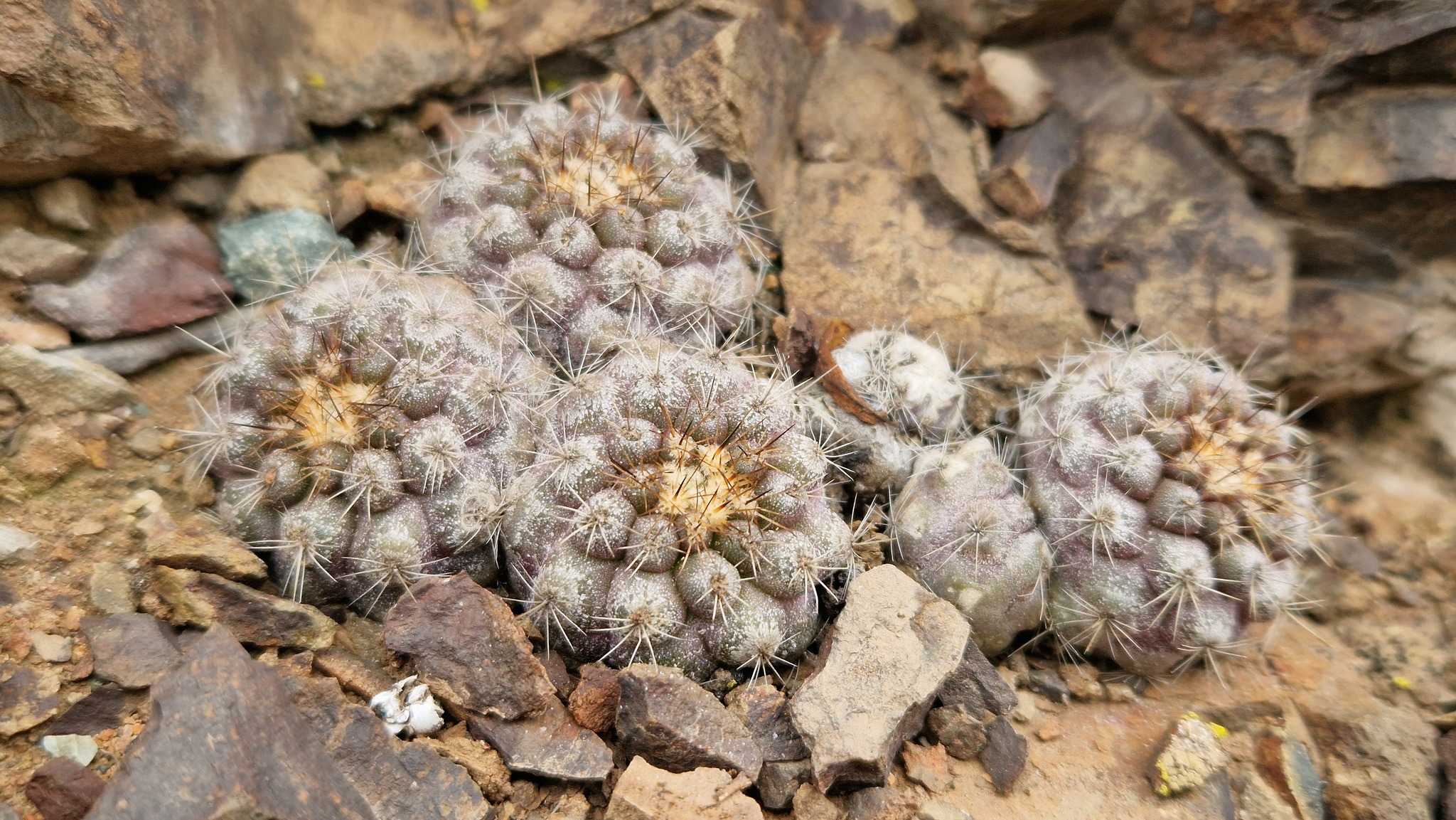
En su hábitat

En la Lista Roja de Especies Amenazadas de la UICN, la especie está clasificada como “En Peligro (EN)”.

Las principales amenazas que sufre la especie se deben al deterioro del hábitat por efecto de la disminución en las precipitaciones por el cambio climático, la recolección ilegal para las colecciones internacionales, la construcción de caminos, la minería y la herbivoría por parte de los guanacos y las cabras.

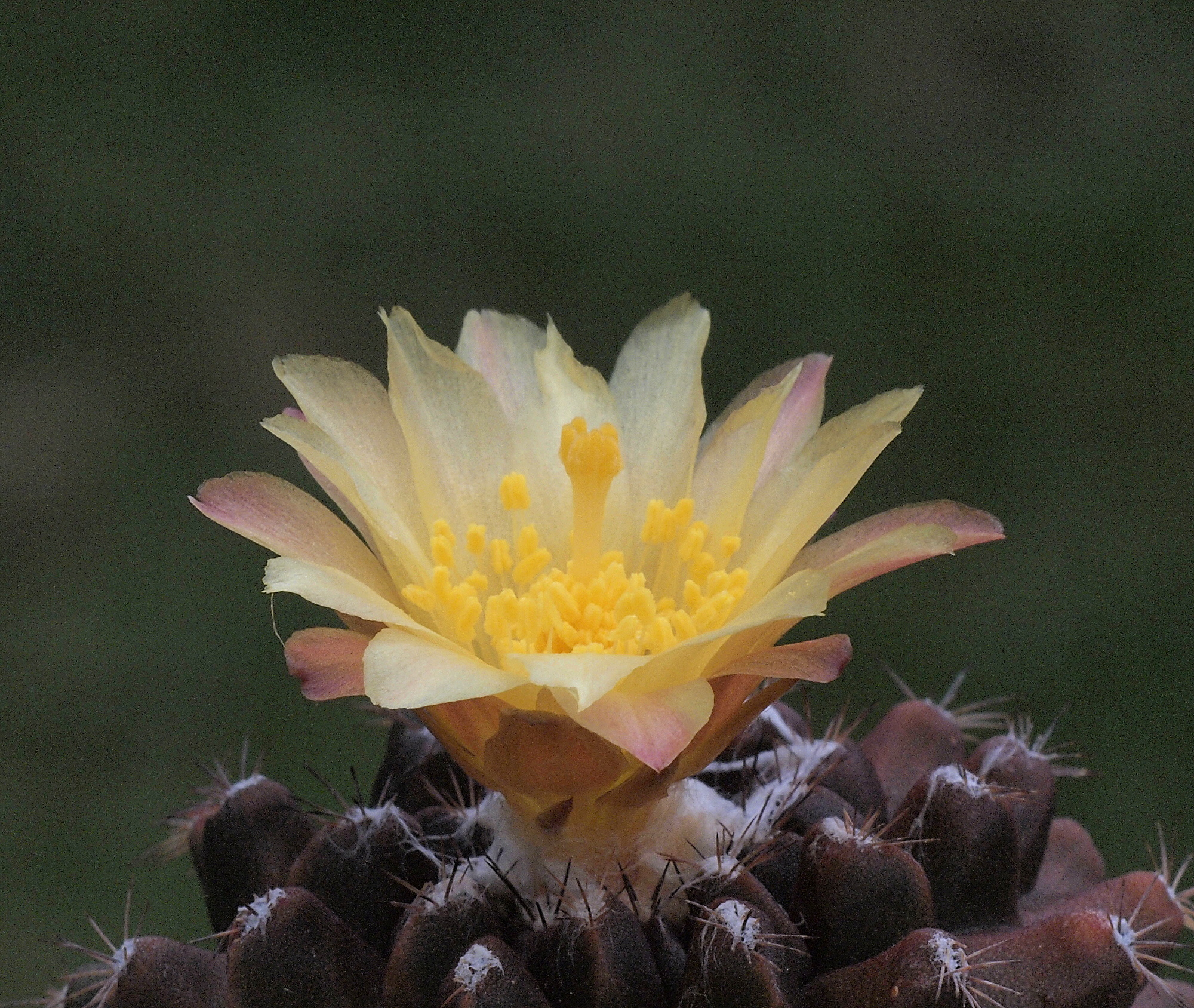
Copiapoa humilis subsp. tenuissima en flor

## Usos
Se cultiva principalmente como planta ornamental y su propagación se realiza a través de esquejes o semillas.